# Robert Muczynski
Robert Muczynski   (Chicago, 19 de març de 1929 - Tucson, 25 de maig de 2010) va ser un compositor polonès-estatunidenc.
Muczynski va estudiar piano amb Walter Knupfer i composició amb Alexander Tcherepnin a la DePaul University de Chicago, on va rebre tant el grau en música (1950) com el grau de màster en música (1952) en interpretació de piano. Més tard, Muczynski va ensenyar a DePaul University, Loras College, i Roosevelt University, abans d'instal·lar-se a Tucson a la dècada de 1960 on es va unir a la facultat de la University of Arizona com a compositor resident i membre del departament de composició. va mantenir els dos llocs de treball fins a la seva jubilació el 1988.
Entre les més de cinquanta obres del seu catàleg, la Sonata per flauta i piano, Op. 14 (1961), la Sonata per saxòfon alt i piano (1970), i Time Pieces per a clarinet i piano (1984) s'han establert dins el repertori i s'interpreten als recitals amb freqüència, igual que la integral de la seva obra per a piano. Les obres de Muczynski també han aparegut cada vegada amb més freqüència als programes dels EUA, Europa, Àsia, Austràlia i Mèxic. Obres orquestrals han estat interpretades per la Chicago Symphony, la Cincinnati Symphony Orchestra, la National Symphony Orchestra, D.C., la Tucson Symphony Orchestra, la Minnesota Orchestra i altres a l'estranger.
Entre les més de cinquanta composicions publicades al seu catàleg, Sonata per a flauta i piano, op. 14 (1961), Sonata per a saxo alt i piano (1970) i ''Time Pieces'' per a clarinet i piano (1984) han entrat al repertori i es mantenen freqüentment interpretades en recitals, igual que gran part de la seva música de piano solista.

## Biografia
Muczynski va néixer a Chicago, Illinois, on va anar a la Steinmetz High School, graduant-s'hi el 1949. Es va matricular aleshores a la DePaul University a finals de la dècada de 1940. Amb 29 anys va debutar al Carnegie Hall, interpretant un programa propi al piano. Va morir a Tucson, Arizona, el 25 de maig de 2010.